# Torneig de les Sis Nacions 2014
El Torneig de les Sis Nacions 2014 de rugbi, o també denominat 2014 RBS 6 Nations a causa del patrocini del Royal Bank of Scotland, va ser la quinzena edició d'aquest torneig en el format de Sis Nacions. El torneig va començar l'1 de febrer i va concloure el 15 de març de 2014. Per primera vegada un jugador nascut a Barcelona, el flanker de la selecció irlandesa Jordi Murphy debutaria en el torneig, i a més a més acabaria sent el guanyador del mateix junt amb els companys de la selecció irlandesa.

## Països participants
| Selecció   | Estadi local            | Capacitat | Ciutat   | Entrenador           | Capità                       |
| ---------- | ----------------------- | --------- | -------- | -------------------- | ---------------------------- |
| Anglaterra | Twickenham Stadium      | 82,000    | Londres  | Stuart Lancaster     | Chris Robshaw                |
| França     | Stade de France         | 81,338    | París    | Philippe Saint-André | Pascal Vaig papar            |
| Irlanda    | Aviva Stadium           | 51,700    | Dublín   | Joe Schmidt          | Paul O'Connell/Jamie Heaslip |
| Itàlia     | Stadio Olimpico de Roma | 73,261    | Roma     | Jacques Brunel       | Sergio Parisse               |
| Escòcia    | Murrayfield Stadium     | 67,144    | Edimburg | Scott Johnson Interí | Kelly Brown/Greig Laidlaw    |
| Gal·les    | Millennium Stadium      | 74,500    | Cardiff  | Warren Gatland       | Sam Warburton                |

## Classificació
| Posició | País       | Jocs | Jocs | Jocs | Jocs | Punts   | Punts    | Punts | Punts | Taula de punts |
| Posició | País       | J.   | G.   | I.   | P.   | A favor | En cont. | Dif.  | Ensa. | Taula de punts |
| ------- | ---------- | ---- | ---- | ---- | ---- | ------- | -------- | ----- | ----- | -------------- |
| 1       | Irlanda    | 5    | 4    | 0    | 1    | 132     | 49       | +83   | 16    | 8              |
| 2       | Anglaterra | 5    | 4    | 0    | 1    | 138     | 65       | +73   | 14    | 8              |
| 3       | Gal·les    | 5    | 3    | 0    | 2    | 122     | 79       | +43   | 11    | 6              |
| 4       | França     | 5    | 3    | 0    | 2    | 101     | 100      | +1    | 10    | 6              |
| 5       | Escòcia    | 5    | 1    | 0    | 4    | 47      | 138      | -91   | 4     | 2              |
| 6       | Itàlia     | 5    | 0    | 0    | 5    | 63      | 172      | -109  | 7     | 0              |

### Jornada 1
| Gal·les | 23-15 | Itàlia                                                                           | 1 de febrer de 2014, 14:30 GMT (UTC+0) - Millennium Stadium, Cardiff Assistència: 66,974 espectadors Àrbitre: John Lacey (Irlanda) |
| Assaigs: Cuthbert 3' c S. Williams 37' c Con.: Halfpenny (2/2) 4', 39' Pen.: Halfpenny (3/4) 28', 66', 73' |       | Assaigs: Campagnaro (2) 42' m, 68' c Con.: Allan (1/2) 69' Pen.: Allan (1/2) 13' | 1 de febrer de 2014, 14:30 GMT (UTC+0) - Millennium Stadium, Cardiff Assistència: 66,974 espectadors Àrbitre: John Lacey (Irlanda) |

| França | 26-24 | Anglaterra                                                                                             | 1 de febrer de 2014, 18:00 CET (UTC+1) - Stade de France, Saint Denis Assistència: 78,763 espectadors Àrbitre: Nigel Owens (Gal·les) |
| Assaigs: Huget (2) 1' m, 17' m Fickou 76' c Con.: Doussain (0/2) Machenaud (1/1) 78' Pen.: Doussain (2/2) 10', 22' Machenaud (1/1) 69' |       | Assaigs: Brown 36' m Burrell 47' c Con.: Farrell (1/2) 48' Pen.: Farrell (2/2) 5', 42' Goode (1/1) 72' | 1 de febrer de 2014, 18:00 CET (UTC+1) - Stade de France, Saint Denis Assistència: 78,763 espectadors Àrbitre: Nigel Owens (Gal·les) |

| Irlanda | 28-6 | Escòcia                      | 2 de febrer de 2014, 15:00 GMT (UTC+0) - Aviva Stadium, Dublín Assistència: 51,000 espectadors Àrbitre: Craig Joubert (Sud-àfrica) |
| Assaigs: Trimble 40' m Heaslip 46' c R. Kearney 70' c Con.: Sexton (2/3) 47', 72' Pen.: Sexton (3/3) 13', 22', 56' |      | Pen.: Laidlaw (2/3) 18', 42' | 2 de febrer de 2014, 15:00 GMT (UTC+0) - Aviva Stadium, Dublín Assistència: 51,000 espectadors Àrbitre: Craig Joubert (Sud-àfrica) |

### Jornada 2
| Irlanda | 26-3 | Gal·les                                                   | 8 de febrer de 2014, 14:30 GMT (UTC+0) - Aviva Stadium, Dublín Assistència: 51,045 espectadors Àrbitre: Wayne Barnes (Inglaterra) |
| Assaigs: Henry 31' c Jackson 78' c Con.: Sexton (1/1) 33' Jackson (1/1) 79' Pen.: Sexton (4/5) 7', 16', 45', 55' |      | Pen.: Halfpenny (1/1) 55' Plantilla:Ama Mike Phillips 79' | 8 de febrer de 2014, 14:30 GMT (UTC+0) - Aviva Stadium, Dublín Assistència: 51,045 espectadors Àrbitre: Wayne Barnes (Inglaterra) |

| Escòcia                                           | 0-20 | Anglaterra                                                                                                  | 8 de febrer de 2014, 17:00 GMT (UTC+0) - Murrayfield Stadium, Edimburg Assistència: 67,144 espectadors Àrbitre: Jérôme Garcès (França) |
| Pen.: Laidlaw (0/2) Plantilla:Ama Alex Dunbar 51' |      | Assaigs: Burrell 14' c Brown 58' c Con.: Farrell (2/2) 15', 59' Pen.: Farrell (1/4) 28' Drop: Care (1/1) 5' | 8 de febrer de 2014, 17:00 GMT (UTC+0) - Murrayfield Stadium, Edimburg Assistència: 67,144 espectadors Àrbitre: Jérôme Garcès (França) |

| França | 30-10 | Itàlia | 9 de febrer de 2014, 16:00 CET (UTC+1) - Stade de France, Saint Denis Assistència: 78,700 espectadors Àrbitre: Jaco Peyper (Sud-àfrica) |
| Assaigs: Picamoles 42' c Fofana 45' c Bonneval 51' c Con.: Doussain (3/3) 43', 46', 52' Pen.: Doussain (3/5) 26', 33', 38' Plantilla:Roj Rabah Slimani 70' Plantilla:Ama Sébastien Vahaamahina 69' |       | Assaigs: Iannone 76' c Con.: Orquera (1/1) 77' Pen.: Allan (1/2) 28' Garcia (0/2) Plantilla:Roj Michele Rizzo 70' | 9 de febrer de 2014, 16:00 CET (UTC+1) - Stade de France, Saint Denis Assistència: 78,700 espectadors Àrbitre: Jaco Peyper (Sud-àfrica) |

### Jornada 3
| Gal·les                                                                                                   | 27 - 6 | França                                     | 21 de febrer de 2014, 20:00 GMT (UTC+0) - Millennium Stadium, Cardiff Assistència: 73,086 espectadors Àrbitre: Alain Rolland (Irlanda) |
| Assaigs: North 5' m Warburton 63' c Con.: Halfpenny (1/2) 63' Pen.: Halfpenny (5/6) 2', 9', 19', 34', 40' |        | Pen.: Doussain (1/2) 16' Plisson (1/2) 31' | 21 de febrer de 2014, 20:00 GMT (UTC+0) - Millennium Stadium, Cardiff Assistència: 73,086 espectadors Àrbitre: Alain Rolland (Irlanda) |

| Itàlia                                                                                              | 20 - 21 | Escòcia | 22 de febrer de 2014, 14:30 CET (UTC+1) - Stadio Olimpico, Roma Assistència: 66,271 espectadors Àrbitre: Steve Walsh (Austràlia) |
| Assaigs: Allan 39' c Furno 70' c Con.: Allan (1/1) 40' Orquera (1/1) 72' Pen.: Allan (2/3) 13', 31' |         | Assaigs: Dunbar (2) 53' m, 67' c Con.: Laidlaw (0/1) Weir (1/1) 67' Pen.: Laidlaw (2/2) 22', 45' Drop: Weir (1/1) 79' | 22 de febrer de 2014, 14:30 CET (UTC+1) - Stadio Olimpico, Roma Assistència: 66,271 espectadors Àrbitre: Steve Walsh (Austràlia) |

| Anglaterra                                                               | 13 - 10 | Irlanda                                                              | 22 de febrer de 2014, 16:00 GMT (UTC+0) - Twickenham Stadium, Londres Assistència: 81,835 espectadors Àrbitre: Craig Joubert (Sud-àfrica) |
| Assaigs: Care 56' c Con.: Farrell (1/1) 56' Pen.: Farrell (2/3) 24', 53' |         | Assaigs: Kearney 41' c Con.: Sexton (1/1) 42' Pen.: Sexton (1/1) 49' | 22 de febrer de 2014, 16:00 GMT (UTC+0) - Twickenham Stadium, Londres Assistència: 81,835 espectadors Àrbitre: Craig Joubert (Sud-àfrica) |

### Jornada 4
| Irlanda | 46-7 | Itàlia                                       | 8 de març de 2014, 14:30 GMT (UTC+0) - Aviva Stadium, Dublín Assistència: 52,000 espectadors Àrbitre: Nigel Owens (Irlanda) |
| Assaigs: Sexton (2) 6' c, 59' m Trimble 37' c Healy 52' m Cronin 68' c McFadden 77' c McGrath 80' m Con.: Sexton (2/4) 6', 39' Jackson (2/3) 69', 77' Pen.: Sexton (1/1) 31' |      | Assaigs: Sarto 24' c Con.: Orquera (1/1) 25' | 8 de març de 2014, 14:30 GMT (UTC+0) - Aviva Stadium, Dublín Assistència: 52,000 espectadors Àrbitre: Nigel Owens (Irlanda) |

| Escòcia                                                                                           | 17-19 | França                                                                                               | 8 de març de 2014, 17:00 GMT (UTC+0) - Murrayfield Stadium, Edimburg Assistència: 67,144 espectadors Àrbitre: Chris Pollock (Nova Zelanda) |
| Assaigs: Hogg 12' c Seymour 22' c Con.: Laidlaw (2/2) 13', 22' Pen.: Laidlaw (0/1) Weir (1/2) 61' |       | Assaigs: Huget 45' c Con.: Machenaud (1/1) 46' Pen.: Machenaud (3/4) 1', 10', 16' Doussain (1/1) 78' | 8 de març de 2014, 17:00 GMT (UTC+0) - Murrayfield Stadium, Edimburg Assistència: 67,144 espectadors Àrbitre: Chris Pollock (Nova Zelanda) |

| Anglaterra                                                                                               | 29-18 | Gal·les                                           | 9 de març de 2014, 15:00 GMT (UTC+0) - Twickenham Stadium, Londres Assistència: 81,641 espectadors Àrbitre: Romain Poite (França) |
| Assaigs: Care 4' c Burrell 33' c Con.: Farrell (2/2) 5', 34' Pen.: Farrell (5/5) 18', 26', 45', 54', 58' |       | Pen.: Halfpenny (6/6) 8', 22', 30', 37', 40', 56' | 9 de març de 2014, 15:00 GMT (UTC+0) - Twickenham Stadium, Londres Assistència: 81,641 espectadors Àrbitre: Romain Poite (França) |

### Jornada 5
| Itàlia                                                             | 11-52 | Anglaterra | 15 de març de 2014, 13:30 CET (UTC+1) - Stadio Olimpico, Roma Assistència: 71,257 espectadors Àrbitre: Pascal Gaüzère (França) |
| Assaigs: Sarto 68' m Con.: Allan (0/1) Pen.: Orquera (2/2) 6', 22' |       | Assaigs: Brown (2) 12' c, 37' c Farrell 31' c Nowell 52' c Vunipola 60' c Tuilagi 67' c Robshaw 80+1' c Con.: Farrell (7/7) 13', 32', 39', 53', 61', 67', 80+2' Pen.: Farrell (1/1) 10' | 15 de març de 2014, 13:30 CET (UTC+1) - Stadio Olimpico, Roma Assistència: 71,257 espectadors Àrbitre: Pascal Gaüzère (França) |

| Gal·les | 51-3 | Escòcia                | 15 de març de 2014, 14:45 GMT (UTC+0) - Millennium Stadium, Cardiff Assistència: 73,547 espectadors Àrbitre: Jérôme Garcès (França) |
| Assaigs: L. Williams 15' c North (2) 33' c, 41' m Roberts (2) 38' c, 47' c Faletau 52' m R. Williams 73' c Con.: Biggar (4/6) 15', 23', 39', 48' Hook (1/1) 74 Pen.: Biggar (2/2) 8', 23' |      | Pen.: Laidlaw (1/3) 3' | 15 de març de 2014, 14:45 GMT (UTC+0) - Millennium Stadium, Cardiff Assistència: 73,547 espectadors Àrbitre: Jérôme Garcès (França) |

| França | 20-22 | Irlanda                                                                                           | 15 de març de 2014, 19:00 CET (UTC+1) - Stade de France, Saint Denis Assistència: 78,337 espectadors Àrbitre: Steve Walsh (Austràlia) |
| Assaigs: Dulin 30' c Szarzewski 62' c Con.: Machenaud (2/2) 31', 63' Pen.: Machenaud (2/2) 1', 14' Doussain (0/1) |       | Assaigs: Sexton (2) 20' m, 46' c Trimble 25' c Con.: Sexton (2/3) 26', 47' Pen.: Sexton (1/2) 52' | 15 de març de 2014, 19:00 CET (UTC+1) - Stade de France, Saint Denis Assistència: 78,337 espectadors Àrbitre: Steve Walsh (Austràlia) |